# Atika Mehammed
Pour les articles homonymes, voir Atika.
 (janvier 2023).
République fédérale démocratique d'Éthiopie
Atika Mehammed (Ge'ez : አቲካ መሐመድ) est une des 112 membres de la Chambre de la fédération éthiopienne. Elle est une des 19 conseillers de l'État Oromia et représente le peuple Oromo.